# Heterotrichea
A Heterotrichea a csillósok (Ciliophora) Postciliodesmatophora kládjának osztálya. Jól látható adorális membranellumzónája van a sejtszáj körül, melyet mozgásra és táplálkozásra egyaránt használ, a sejttest többi részén rövidebb csillói vannak. A legtöbb faj erősen kontraktilis, és általában nyomott vagy kúp alakú. A legnagyobb protozoonok egy része tagja, például a Stentor és a Spirostomum, valamint számos világos pigmentációjú faj is tagja, például egyes Blepharisma-fajok is.

## Etimológia
A Heterotrichea név az ógörög ἕτερος, különböző és a θρίξ (τρίχα, τριχός), haj szavakból származik, utalva a testi és a száj körüli csillók közti jelentős különbségekre.

## Ultraszerkezet
Számos ultraszerkezeti jellemzője van. A testi csillók dikinetidákba rendeződnek, melyekben vagy az elülső, vagy mindkét kinetoszóma rendelkezik csillóval, és mely csillók mögötti átfedő mikrotubulusokból álló rostokkal, posztciliodezmákkal kapcsolódik össze, melyek csak ebben és a közeli rokon Karyorelictea csoportban vannak jelen. A membranellumokat 2 vagy 3 kinetoszómasort tartalmazó szájbeli polikinetidák támasztják. Ezek a száj elülső részétől balra indulnak, és gyakran a szájból kifelé spirálisan haladnak. A makronukleuszt külső mikrotubulusok osztják fel, míg a Karyorelicteában mikronukleuszok differenciálódásával alakul ki, és a többi csillósban belső mikrotubulusok osztják fel.
A csilló mögötti fő szalagokat 1 mikrotubulus választja el.
Egyes fajai, például a Stentor pyriformis, sok α-1,6-kötött glükózból álló szemcséket tartalmazhatnak.

## Pigmentek
Számos faja erősen pigmentált, például ilyen a kék Stentor coeruleus. A Blepharisma vörös pigmentje a fényérzékenységgel függhet össze. A kék pigmentű Eufolliculina kiterjedt „kék szőnyegeket” alkothat mély tengerben.

## Rendszertan

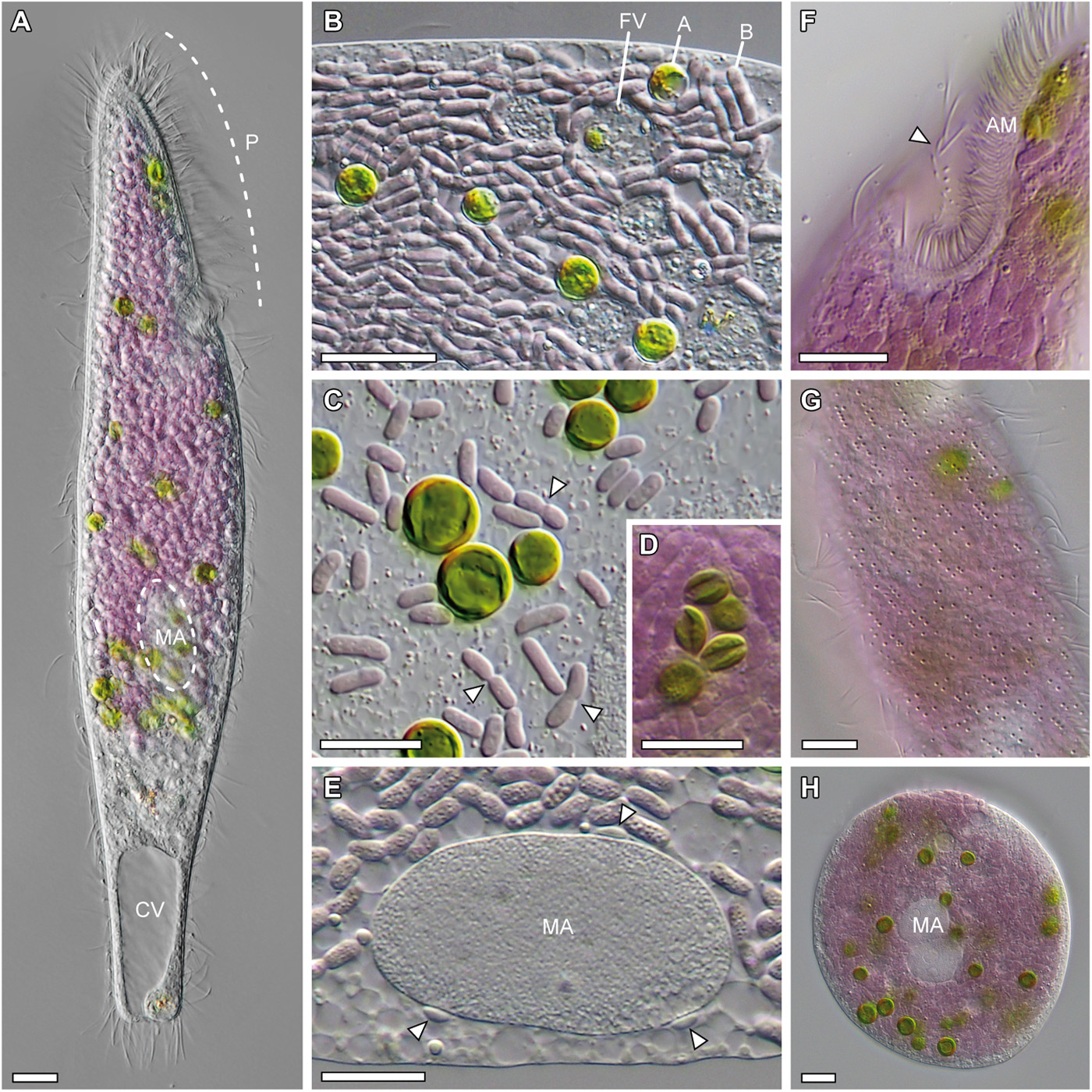
A Pseudoblepharisma tenue (Blepharismidae) és 2 fotoszintetikus endoszimbiontája, a Chlorella sp. K10 és a Thiodictyon intracellulare (Chromatiaceae) morfológiája

Otto Bütschli, Alfred Kahl, Emmanuel Fauré-Fremiet és John O. Corliss korai rendszertanai a Heterotricheát a Spirotrichea részeként írták le. Ide sorolták többek közt az Armophorida,Odontostomatida, Licnophorida, Clevelandellida és Plagiotomida csoportokat is. Azonban újabb, molekuláris filogenetikai alapú rendszertanok ez utóbbi csoportokat az Intramacronucleata csoportjaiként írják le, mivel a Heterotrichea „koronacsoportjának” nem közeli rokonai. A legtöbb Heterotrichea-faj 1 rendbe (Heterotrichida) tartozik.
Lynn 2008-as rendszertanában a Heterotrichida 9 családot tartalmaz:
- Blepharismidae Jankowski in Small et Lynn, 1985
- Chattonidiidae Villeneuve-Brachon 1940
- Climacostomidae Repak, 1972
- Condylostomatidae Kahl in Doflein et Reichenow, 1929
- Folliculinidae Dons, 1914
- Maristentoridae Miao, Simpson, Fu et Lobban 2005
- Peritromidae Stein, 1867
- Spirostomidae Stein, 1867
- Stentoridae Carus, 1863

2014-ben molekuláris filogenetikai alapon 2 új családot hoztak létre:
- Gruberiidae
- Fabreidae

Adl  et al. 2019-es rendszertanában a Folliculinidae és a Maristentoridae közös őséből eredő Coliphorina Jankowski 1967 alrend is megtalálható.

## Ökológia
Megtalálható kérődzők emésztőrendszerében ITS1-szakaszok alapján. Egyes fajai, például a Stentor pyriformis, endoszimbionta valódi zöldmoszatokkal rendelkeznek, ezért mixotrófok.